# Gare de Bigny
La gare de Bigny est une gare ferroviaire française de la ligne de Bourges à Miécaze, située au village de Bigny-Vallenay sur le territoire de la commune de Vallenay, dans le département du Cher, en région Centre-Val de Loire.
Elle est mise en service en 1861 par la Compagnie du chemin de fer de Paris à Orléans (PO). C'est une halte voyageurs de la Société nationale des chemins de fer français (SNCF) du réseau TER Centre-Val de Loire. Elle est desservie par des trains express régionaux.

## Situation ferroviaire
Établie à 153 mètres d'altitude, la gare de Bigny est située au point kilométrique (PK) 264,067 de la ligne de Bourges à Miécaze, entre les gares de Châteauneuf-sur-Cher et de Saint-Amand-Montrond - Orval.

## Histoire
La station de Bigny est mise en service le 9 décembre 1861 par la Compagnie du chemin de fer de Paris à Orléans, lorsqu'elle ouvre à l'exploitation sa ligne de Bourges à Montluçon.

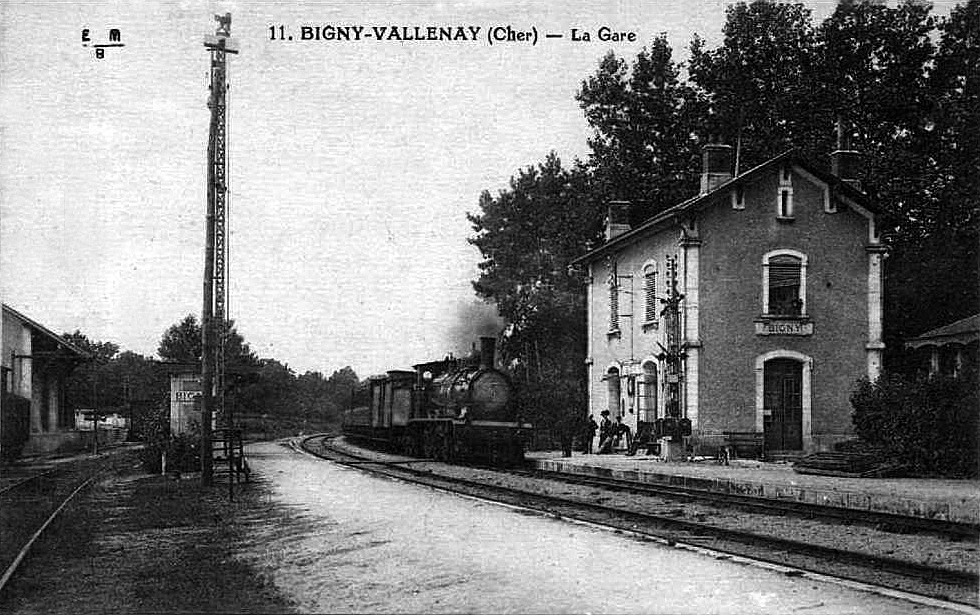
La gare de Bigny vers 1900

## Fréquentation
De 2015 à 2023, selon les estimations de la SNCF, la fréquentation annuelle de la gare s'élève aux nombres indiqués dans le tableau ci-dessous.
| Année     | 2015  | 2016  | 2017  | 2018  | 2019 | 2020 | 2021 | 2022 | 2023 |
| --------- | ----- | ----- | ----- | ----- | ---- | ---- | ---- | ---- | ---- |
| Voyageurs | 2 098 | 1 920 | 1 996 | 1 061 | 358  | 79   | 112  | 123  | 219  |

## Service des voyageurs

### Accueil
Halte SNCF, c'est un point d'arrêt non géré (PANG) à accès libre.
Un passage à niveau planchéié permet la traversée des voies et le passage d'un quai à l'autre.

### Desserte
Bigny est desservie par des trains du réseau TER Centre-Val de Loire circulant sur les relations : Montluçon-Ville – Bourges et Saint-Amand-Montrond - Orval – Bourges.

### Intermodalité
Un parc pour les vélos et un parking pour les véhicules y sont aménagés. La gare est desservie par des cars TER Centre-Val de Loire en complément de la desserte ferroviaire sur la relation : Saint-Amand-Montrond - Orval – Bourges.